# Iglesia de Nuestra Señora de la Blanca (Montenegro de Ágreda)
La iglesia de Nuestra Señora de la Blanca es una iglesia fortificada que se encuentra en Montenegro de Ágreda (Provincia de Soria, Castilla y León, España).
La iglesia fue construida en el siglo XII junto a una torre de origen bereber que se reaprovechó como ábside en su cuerpo bajo. 

## Historia
El templo se localiza al Norte del caserío en una zona llana que posee un dominio de toda la amplia depresión surcada por el Río Manzano. La cabecera se construyó reaprovechado una antigua torre vigía realizada en mampostería de tapial que se data en el siglo X, con origen árabe, al estilo de la de Noviercas, La Pica o Aldealpozo.
Tras levantar el templo a finales del siglo XII o principios del XIII, el torreón perdió su utilidad pues se encuentra en parte desmontado lo que impide su acceso. Figura en el catálogo de Bienes Protegidos de la Junta de Castilla y León en la categoría de Castillo con fecha de declaración 22 de abril de 1949. Posteriormente la iglesia fue reformada en el siglo XV y XVI en estilo gótico.

## Descripción
La Torre se data en el siglo X y guarda semejanzas con las de La Pica o la de Noviercas, entre otras. Se trata de una esbelta torre de origen bereber, como así evidencian las características típicas de este tipo de construcciones: la planta cuadrada o casi cuadrada, su gran altura en forma ligeramente troncopiramidal, el acceso por el primer piso y la fábrica de fuerte sillarejo levantado como si se tratara de tapial. Ha perdido su muro sur por lo que solo permanece en uso el cuerpo bajo, utilizado como cabecera de la iglesia.
La iglesia presenta una única nave con acceso al sur mediante un atrio. La cabecera ha reaprovechado la antigua torre-vigía y en los pies se incluye una pequeña espadaña, con dos vanos cada uno con su campana. En el norte del edificio se ubica el actual cementerio, mientras que al Sur se ha adosado una pequeña sacristía frente al atrio hay un pequeño espacio rodeado por una cerca. Está realizada en mampostería reforzando las esquinas mediante sillares de buena factura. Teniendo en cuenta que serían necesarios estudios pormenorizados, podemos indicar que la construcción del templo ha sufrido numerosos añadidos y rectificaciones.